# Bob Kauffman
Robert "Bob" Kauffman (ur. 13 lipca 1946 w Nowym Jorku, zm. 27 lipca 2015 w Lilburn) – amerykański koszykarz oraz trener, uczestnik spotkań gwiazd NBA.

## Osiągnięcia
Na podstawie, o ile nie zaznaczono inaczej.
College
- MVP:
  - konferencji Karoliny (1967–1968)
  - drużyny (1966–1968)
- Zaliczony do: 
  - I składu:
    - NAIA All-American (1968)
    - turnieju konferencji Carolinas (1968)

  - II składu:
    - NAIA All-American (1967)
    - Sporting News All-America (1968)
    - Chuck Taylor Converse All-America (1968)

  - składu Honorable Mention:
    - NAIA All-American (1966)
    - konferencji All-Carolinas (1965)

  - składu:
    - All-Carolinas Conference (1966–1968)
    - All State (1967–1968)
    - Associated Press Small College All America (1968)
    - NABA All-America (1968)

NBA
- 3-krotny uczestnik meczu gwiazd NBA (1971–1973)[2]